# Ambassade du Liban en France
L'ambassade du Liban en France est la représentation diplomatique de la République libanaise auprès de la République française. Elle est située à l'angle de la rue Copernic (au no 42) et de la villa Copernic (au no 3), dans le 16e arrondissement de Paris, la capitale du pays. 
Tous les ambassadeurs nommés depuis la création de la représentation, à l'exception du sunnite Ahmad Daouk, sont d'obédience chrétienne (Maronites pour la grande majorité), le poste leur étant traditionnellement attribué dans le cadre du système de quotas confessionnels. 
Le dernier ambassadeur en fonction (à partir de 2017) est Rami Adwan, ancien directeur de cabinet du ministre des Affaires étrangères Gebrane Bassil. Il est mis en cause pour des faits de viol et de violences volontaires, pour lesquelles la France a demandé la levée de son immunité diplomatique. Il est rappelé à Beyrouth par le ministère des Affaires étrangères libanais ; ce pays n'extradant pas ses ressortissants, il devient peu probable qu'il comparaisse devant des tribunaux en France.
Depuis le rappel du dernier ambassadeur à l'administration centrale à Beyrouth en juin 2023, l'ambassade est dirigée par M. Ziad Taan, chargé d'affaires a.i., en attendant de nouvelles nominations diplomatiques.

## Ambassadeurs du Liban en France
Les ambassadeurs libanais à Paris ont été successivement :
| Date de nomination        | Date de nomination     | Date de remise des lettres de créance | Date de remise des lettres de créance | Ambassadeur            |
| En qualité de ministre    | En qualité de ministre | En qualité de ministre                | En qualité de ministre                | En qualité de ministre |
| ------------------------- | ---------------------- | ------------------------------------- | ------------------------------------- | ---------------------- |
| ?                         |                        | 27 janvier 1945                       | [ JORF 1 ]                            | Ahmed Bey Daouk        |
| En qualité d'ambassadeurs |                        |                                       |                                       |                        |
| ?                         |                        | 23 avril 1953                         | [ JORF 2 ]                            | Ahmed Bey Daouk        |
| ?                         |                        | 20 février 1958                       | [ JORF 3 ]                            | Moussa Mobarak         |
| ?                         |                        | 22 mai 1959                           | [ JORF 4 ]                            | Victor Khoury          |
| ?                         |                        | 9 juillet 1966                        | [ JORF 5 ]                            | Georges Naccache       |
| ?                         |                        | 20 janvier 1968                       | [ JORF 6 ]                            | Philippe Takla         |
| ?                         |                        | 25 juin 1971                          | [ JORF 7 ]                            | Joseph Harfouche       |
| ?                         |                        | 27 février 1974                       | [ JORF 8 ]                            | Nagib Sadaka           |
| ?                         |                        | 20 mars 1980                          | [ JORF 9 ]                            | Boutros Dib            |
| ?                         |                        | 16 mars 1983                          | [ JORF 10 ]                           | Emir Farouk Abillamah  |
| ?                         |                        | 31 mai 1988                           | [ JORF 11 ]                           | Fouad Turk             |
| ?                         |                        | 5 avril 1990                          | [ JORF 12 ]                           | Johnny Abdou           |
| ?                         |                        | 25 mai 1994                           | [ JORF 13 ]                           | Naji Raymond Abi Assi  |
| ?                         |                        | 10 septembre 1999                     | [ JORF 14 ]                           | Raymond Baaklini (en)  |
| ?                         |                        | 26 octobre 2000                       | [ JORF 15 ]                           | Elysé Alam             |
| ?                         |                        | 5 septembre 2003                      | [ JORF 16 ]                           | Sylvie Fadlallah       |
| ?                         |                        | 15 septembre 2008                     | [ JORF 17 ]                           | Boutros Assaker        |
| ?                         |                        | 18 décembre 2017                      | [ JORF 18 ]                           | Rami Adwan             |

## Consulats
Outre la section consulaire de son ambassade à Paris, située dans le même immeuble que l'ambassade, rue Copernic, le Liban possède un consulat général à Marseille.
Pour prendre rendez-vous au consulat à Paris, il faut accéder au site consulib-paris.fr.

## Différents sites

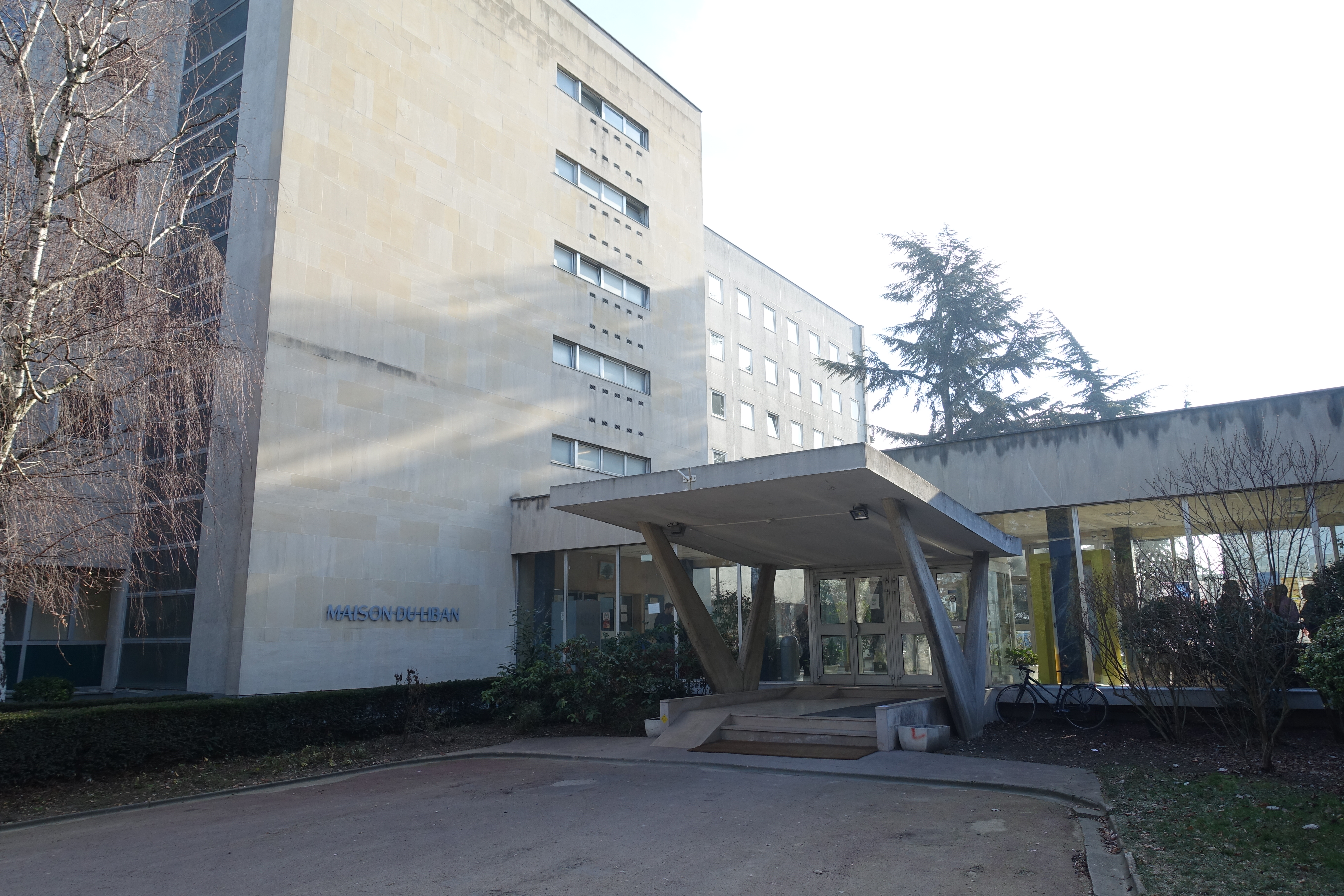
Maison du Liban dans la Cité internationale universitaire de Paris.

- La délégation permanente du Liban auprès de l'UNESCO (1, rue Miollis, 15e arrondissement de Paris)[7]
- Maison du Liban dans la Cité internationale universitaire de Paris (9E, boulevard Jourdan, 14e arrondissement de Paris)[8]